# Beda Aschenbrenner

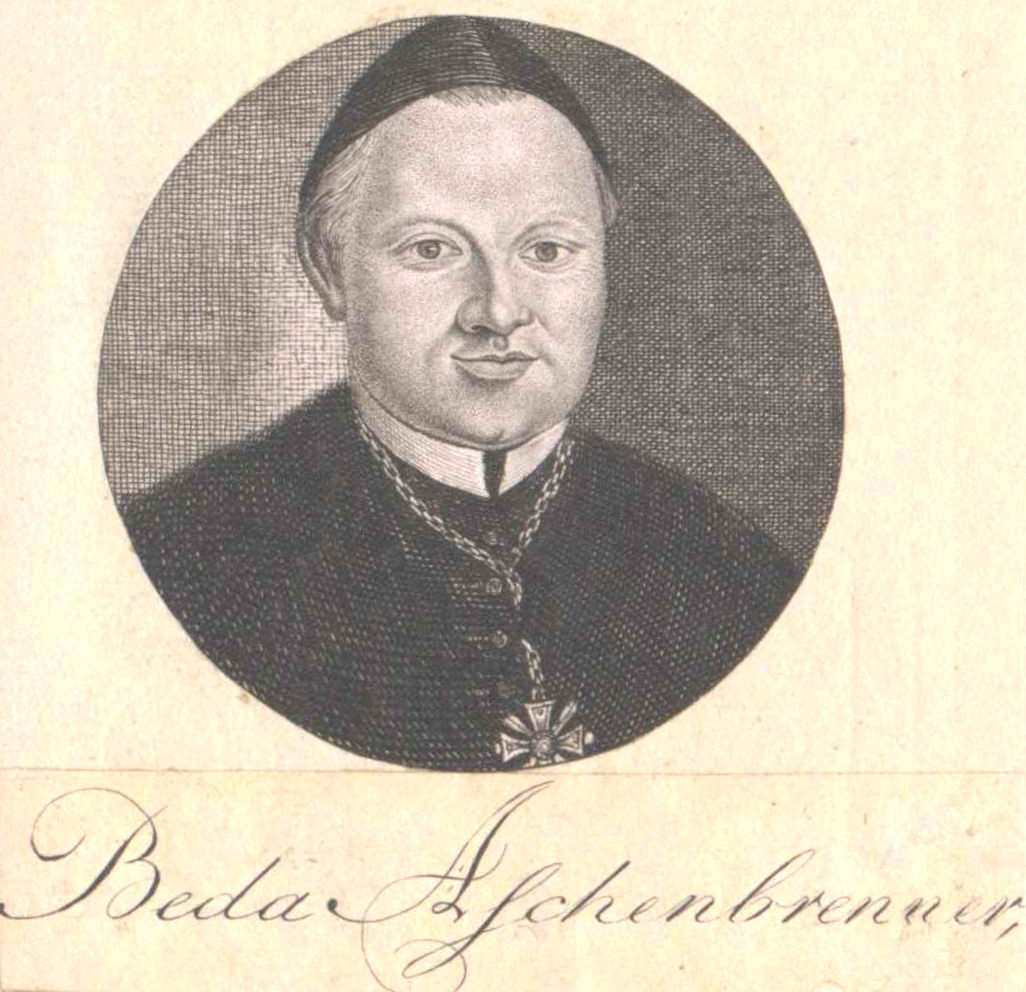

Beda Aschenbrenner OSB, Taufname Franz Josef (* 6. März 1756 auf dem Einödhof Vielreich bei Haselbach (Niederbayern); † 24. Juli 1817 in Ingolstadt), war Professor für Kirchenrecht an der Universität Ingolstadt und letzter Abt der bayerischen  Benediktinerabtei Oberalteich.

## Biographie
Nach der Schulzeit in Erding und dem Studium der Philosophie am Lyzeum Freising trat Franz Josef Aschenbrenner 1774 in das für seine Gelehrsamkeit berühmte Kloster Oberalteich ein. Bei der Profess erhielt er den Namen Beda. In den folgenden Jahren absolvierte er im Kloster Oberaltaich das Studium der Theologie. Anschließend unterrichtete er an den Gymnasien in Neuburg an der Donau und Straubing. Ab 1786 lehrte er zunächst im Hausstudium der Abtei Oberalteich Kirchenrecht und Kirchengeschichte, bevor er 1789 als Professor für Kanonistik an die Universität Ingolstadt berufen wurde. In Ingolstadt trug Beda Aschenbrenner als erster Theologe seine Vorlesungen entgegen dem wissenschaftlichen Brauch der Zeit auf Deutsch und nicht auf Latein vor. Dies brachte ihm, ebenso wie seine aufgeklärten Positionen, zahlreiche Verdächtigungen und Anschuldigungen ein. Die Lehrtätigkeit in Ingolstadt endete, als er 1796 von seinen Mitbrüdern zum Abt des Klosters Oberalteich gewählt wurde. Als das Kloster Oberalteich 1803 im Zuge der Säkularisation aufgelöst wurde, siedelte Abt Beda Aschenbrenner zunächst in seine Heimat Haselbach über, dann nach Straubing und schließlich nach Ingolstadt.
Wie viele bayerische Benediktiner in der zweiten Hälfte des 18. Jahrhunderts war Beda Aschenbrenner ein Vertreter einer gemäßigten katholischen Aufklärung, die von der grundsätzlichen Vereinbarkeit von Glaube und Vernunft überzeugt war. Die Offenheit für die Anliegen der Aufklärung verband sich bei diesen gelehrten Mönchen mit dem Anliegen einer grundlegenden religiösen und monastischen Erneuerung in den Klöstern und in der Kirche überhaupt.

## Werke (Auswahl)

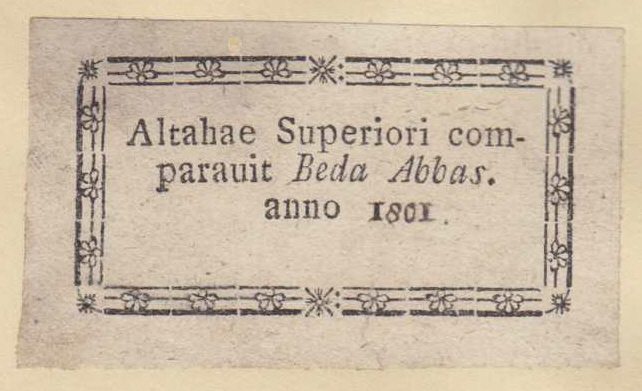
Ex libris des Klosters Oberalteich unter Beda Aschenbrenner, 1801

- Aufklärungsalmanach für Aebte und Vorsteher katholischer Klöster, Nürnberg 1784.
- Elementa praelectionum canonicarum, 2. Bde., Straubing 1786/88.
- Meine Gedanken über die gründliche Entwicklung der Dispens- und Nuntiaturstreitigkeiten, zur Rechtfertigung der vier deutschen Erzbischöfe wider die anmaßungen des römischen HOfes, Mannheim 1789.
- Was ich überhaupt in den Klösern geändert wünschte, 1802.
- Der Mönch hört mit dem Mönchthum auf. Oder die Gelübde gehen mit den Klöstern ein. Eine Zeitangepaßte Abh., Landshut 1805.
- Ode auf Max I. Joseph König von Bayern, Straubing 1806.